# Theo James

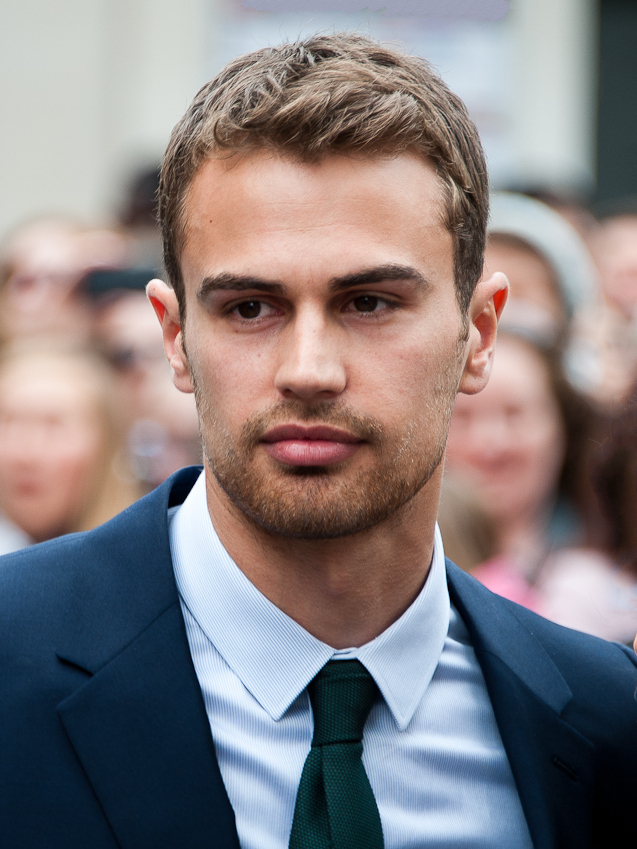
James w Los Angeles na premierze Niezgodnej (marzec 2014)

Theo James, właśc. Theodore Peter James Kinnaird Taptiklis (ur. 16 grudnia 1984 w High Wycombe) – brytyjski aktor i muzyk.
Odtwórca roli Tobiasa „Four” Eatona w filmie Neila Burgera Niezgodna (2014), za którą został uhonorowany dwiema nagrodami Teen Choice Awards w kategorii najlepszy aktor filmów akcji i najlepsza wschodząca gwiazda filmowa. Wystąpił w roli Camerona Sullivana, męża Daphne, pracującego jako dyrektor inwestycyjny w drugim sezonie serialu HBO Biały Lotos (2022), za którą otrzymał Nagrodę Gildii Aktorów Ekranowych za wybitną kreację zespołu w serialu dramatycznym.

## Życiorys
Urodził się w High Wycombe jako piąte dziecko Jane (w domu Martin), która pracowała w National Health Service, i Philipa Taptiklisa, konsultanta biznesowego. Jego dziadek był greckim lekarzem, który początkowo szukał schronienia w Damaszku w Syrii po ucieczce przed nazistowską inwazją. Jego rodzina częściowo miała pochodzenie szkockie. Ma dwóch starszych braci i dwie starsze siostry.
Od młodych lat interesował się muzyką, grał na gitarze i śpiewał. Był członkiem pięciu zespołów muzycznych. Ostatni z nich, o nazwie Shere Khan, ogłosił zawieszenie działalności artystycznej 21 listopada 2012.
Dorastał w miejscowości Askett w civil parish Princes Risborough. Uczęszczał do gimnazjum dla chłopców Aylesbury Grammar School w Aylesbury, a następnie uzyskał tytuł licencjata z filozofii na University of Nottingham. Studiował w szkole teatralnej Bristol Old Vic Theatre School w Bristolu.
Debiutował na małym ekranie w dwóch odcinkach miniserialu BBC One Namiętna kobieta (A Passionate Woman, 2010) w roli Alexa „Craze” Crazenovskiego, żonatego pełnego fantazji uwodziciela i sąsiada Billie Piper. W pierwszym sezonie serialu ITV Downton Abbey (2010) był Kemalem Pamukiem, radnym w ambasadzie Turcji w Londynie i synem jednego z ministrów sułtana osmańskiego. Po raz pierwszy trafił na kinowy ekran w komedii romantycznej Woody’ego Allena Poznasz przystojnego bruneta (2010) u boku Anthony’ego Hopkinsa. Wystąpił w serii: Zbuntowana (2015) i Seria Niezgodna: Wierna (2016).
W 2017 zagrał rolę Ethana w sztuce Seks z nieznajomymi w Hampstead Theatre w London Borough of Camden. W 2020 na West Endzie został obsadzony w roli Stone’a w satyrycznej komedii muzycznej Miasto Aniołów.
Został ambasadorem luksusowej marki Hugo Boss, występując w reklamach drukowanych i reklamach. Był na okładkach magazynów takich jak „GQ”, „Entertainment Weekly”, „Arena Homme+”, „Essential Homme” i „Esquire”. W 2024 wziął udział w reklamie Dolce & Gabbana.
25 sierpnia 2018 zawarł związek małżeński z Ruth Kearney. Mają dwoje dzieci.

## Filmografia

### Filmy fabularne
- 2010: Poznasz przystojnego bruneta (You Will Meet a Tall Dark Stranger) jako Ray
- 2011: Seksualni, niebezpieczni (The Inbetweeners Movie) jako Simon Cooper
- 2012: Efekt domino (The Domino Effect) jako gość na przyjęciu
- 2012: Underworld: Przebudzenie (Underworld: Awakening) jako David
- 2014: Niezgodna (Divergent) jako Tobias „Four” Eaton (Cztery)
- 2015: The Benefactor (alternatywny tytuł: Franny) jako Luke
- 2015: Zbuntowana (The Divergent Series: Insurgent) jako Tobias „Four” Eaton (Cztery)
- 2016: Wierna (The Divergent Series: Allegiant) jako Tobias „Four” Eaton (Cztery)
- 2016: Underworld: Wojny krwi (Underworld: Blood Wars) jako David
- 2016: The Secret Scripture jako ojciec Gaunt
- 2017: The Divergent Series: Ascendant jako Tobias „Four” Eaton (Cztery)
- 2018: How It Ends jako Will Younger
- 2018: Kochanek idealny (Zoe) jako Ash
- 2018: London Fields jako Guy Clinch
- 2020: Archiwum (Archive) jako George Almore
- 2021: Wiedźmin: Zmora Wilka jako Vesemir (głos)
- 2022: Lista Pana Malcolma jako Kapitan Henry Ossory
- 2025: Małpa jako Hall / Bill

### Seriale
- 2010: Namiętna kobieta (A Passionate Woman) jako Alex „Craze” Crazenovski
- 2010: Downton Abbey jako Kemal Pamuk
- 2011: Bedlam jako Jed Harper
- 2013: Złoty chłopak (Golden Boy) jako Walter William Clark Jr.
- 2018–2021: Castlevania jako Hector (głos)
- 2019: Sanditon 1 jako Sidney Parker
- 2019: Wiedźmin jako młody Vesemir (głos)
- 2022: Biały Lotos (The White Lotus) jako Cameron Sullivan
- 2024: Dżentelmeni (The Gentlemen) jako Eddie Halstead